# Chahal
Chahal è un comune del Guatemala facente parte del dipartimento di Alta Verapaz.